# Shoot wrestling
Shoot wrestling est un terme général décrivant de nombreux systèmes de combats hybrides originaires du Japon à la fin des années 1970 et très proches des organisations de catch japonaises. Le Shoot wrestling regroupe des disciplines telles que le Shootfighting, le Shooto, le Pancrase, la RINGS submission fighting, le Shoot boxing et le Combat Submission Wrestling.
Le terme shoot indique que les techniques sont appliquées « pour de vrai », à l'opposé du terme book qui indique que le combat est « scénarisé » comme ce qui a lieu dans le catch. Lors de matchs de Shoot wrestling, le vainqueur et le perdant sont déterminés à l'avance, mais les techniques sont placées de façon réelle.
Un synonyme utilisé dans le Puroresu, au Japon, qui désigne Shoot Wrestling, est le Strong style.

## Histoire

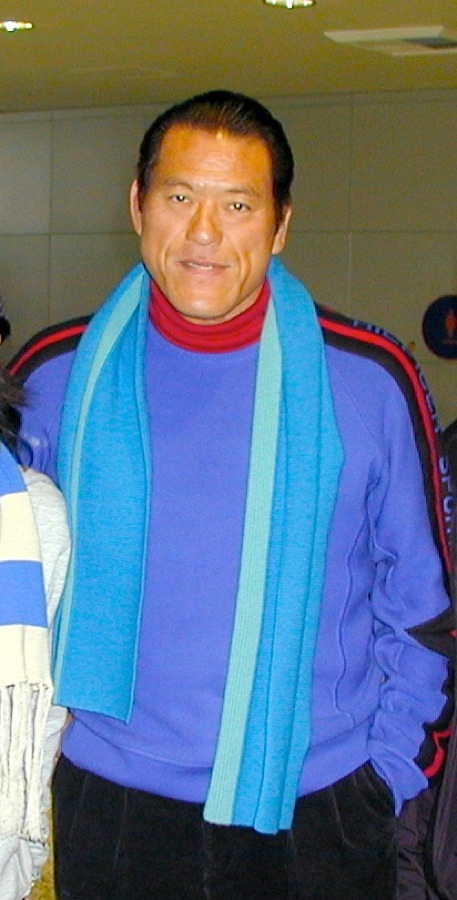
Antonio Inoki, adepte du shoot wrestling.

Le shoot Wrestling s'inspire de plusieurs styles de combat comme la lutte gréco-romaine, la lutte libre, le catch wrestling ainsi que des arts martiaux comme le muay thai, le karaté et le judo. Karl Gotch a contribué au développement de cette technique durant son séjour au Japon. Mais ce n'est que dans les années 1970 qu'elle fut popularisée, notamment par le biais d'Antonio Inoki, qui affronte Mohamed Ali le 26 juin 1976.
D'autres catcheurs, ayant auparavant fait des arts-martiaux, comme Tatsumi Fujinami, Satoru Sayama, Yoshiaki Fujiwara (en), Jushin Liger ou encore plus récemment Shinsuke Nakamura, utilisent ce style de catch.
En 1984, la fédération de catch Universal Wrestling Federation (en) ouvre ses portes et se spécialise dans ce style de lutte.
Cela a pour but d'obtenir des combats plus réalistes, malgré le fait que le catch soit un spectacle où les résultats sont prédéterminés. La fédération ferme en 1990, ce qui engendre la création de plusieurs disciplines parallèles, permettant aux catcheurs de tester cette technique contre d'autres styles de combat.
Par exemple, Masakatsu Funaki et Minoru Suzuki s'inspirent également de cette discipline pour créer le pancrase. Satoru Sayama, connu dans le monde du catch sous le nom de Tiger Mask, utilise des techniques du muay thai, du sambo et du judo pour inventer le shooto.
Cette technique se répand également dans d'autres disciplines comme le combat libre, où Kazushi Sakuraba est un fervent défenseur. Pour les arts martiaux mixtes, cette technique est utilisée outre-atlantique avec Bart Vale (en), apprenti de Yoshiaki Fujiwara et développe le shootfighting. Le kickboxeur Caesar Takeshi (en) utilise ces techniques dans son sport et créé le shoot boxing, où les prises de soumissions sont tolérées.